# Pallavolo Padova 2022-2023
Questa voce raccoglie le informazioni riguardanti la Pallavolo Padova nelle competizioni ufficiali della stagione 2022-2023.

## Stagione
Nella stagione 2022-23 la Pallavolo Padova partecipa per la ventesima volta alla Superlega: chiude la regular season di campionato al decimo posto in classifica, qualificandosi per i play-off 5º posto: arriva in semifinale, dove è battuta dal Milano.

## Organigramma societario
Area direttiva
- Presidente: Giancarlo Bettio
- Presidente onorario: Fabio Cremonese
- Vicepresidente: Igino Negro
- Segreteria generale: Stefania Bottaro
- Segreteria: Samuela Schiavon
- Team manager: Sandro Camporese
- General manager: Stefano Santuz
- Addetto agli arbitri: Mario Rengruber
- Responsabile palasport: Stefano Santuz
- Dirigente: Riccardo Berto
- Logistica palasport: Alessandro La Torre

Area tecnica
- Allenatore: Jacopo Cuttini
- Allenatore in seconda: Matteo Trolese
- Scout man: Alberto Salmaso
- Coordinatore settore giovanile: Monica Mezzalira

Area comunicazione
- Ufficio stampa: Francesco Munari
- Speaker: Stefano Ferrari
- Fotografo: Alessandra Lazzarotto
- Social media manager: Lucrezia Maso

Area marketing
- Ufficio marketing: Marco Gianesello

Area sanitaria
- Staff medico: Paola Pavan, Alberto Rigon, Davide Tietto
- Fisioterapista: Davide Giulian, Daniele Salvagnini
- Preparatore atletico: Alessio Carraro
- Osteopata: Mirko Pianta

## Rosa
| N° | Nome                 | Ruolo | Data di nascita  | Nazionalità sportiva |
| -- | -------------------- | ----- | ---------------- | -------------------- |
| 1  | Davide Gardini       | S     | 11 febbraio 1999 | Italia               |
| 3  | Andrea Canella       | C     | 19 gennaio 1998  | Italia               |
| 4  | Riccardo Cengia      | C     | 10 luglio 2001   | Italia               |
| 7  | Francesco Zoppellari | P     | 27 maggio 1997   | Italia               |
| 8  | Davide Saitta        | P     | 23 giugno 1987   | Italia               |
| 9  | Tommaso Guzzo        | O     | 30 aprile 2002   | Italia               |
| 10 | Marco Volpato        | C     | 5 maggio 1990    | Italia               |
| 12 | Dušan Petković       | O     | 27 gennaio 1992  | Serbia               |
| 13 | Julian Zenger        | L     | 1º gennaio 1997  | Germania             |
| 14 | Ran Takahashi        | S     | 2 settembre 2001 | Giappone             |
| 15 | Mathijs Desmet       | S     | 28 gennaio 2000  | Belgio               |
| 18 | Matteo Lelli         | L     | 10 gennaio 1995  | Italia               |
| 22 | Federico Crosato     | C     | 22 maggio 2002   | Italia               |
| 88 | Asparuh Asparuhov    | S     | 28 luglio 2000   | Bulgaria             |

## Mercato
| Acquisti | Acquisti          | Acquisti         | Acquisti   |
| R.       | Nome              | da               | Modalità   |
| -------- | ----------------- | ---------------- | ---------- |
| S        | Asparuh Asparuhov | Verona           | definitivo |
| S        | Mathijs Desmet    | Roeselare        | definitivo |
| S        | Davide Gardini    | Brigham Young    | definitivo |
| L        | Matteo Lelli      | Monselice        | definitivo |
| O        | Dušan Petković    | Projekt Warszawa | definitivo |
| P        | Davide Saitta     | Callipo          | definitivo |
| L        | Julian Zenger     | Trentino         | definitivo |

| Cessioni | Cessioni          | Cessioni           | Cessioni   |
| R.       | Nome              | a                  | Modalità   |
| -------- | ----------------- | ------------------ | ---------- |
| L        | Nicolò Bassanello | Team Club          | definitivo |
| S        | Mattia Bottolo    | Lube               | definitivo |
| L        | Mattia Gottardo   | Lube               | definitivo |
| S        | Eric Loeppky      | Prisma Taranto     | definitivo |
| S        | Andrea Schiro     | Motta              | definitivo |
| C        | Marco Vitelli     | Powervolley Milano | definitivo |
| P        | Jan Zimmermann    | Bielsko-Bialskie   | definitivo |

## Risultati

### Superlega

#### Girone di andata
| 1ª giornata - 1º ottobre 2022 PalaSanLazzaro, Padova                     | Padova            | 3 - 2 | Modena             | 25-22, 16-25, 25-17, 23-25, 15-11 |
| 2ª giornata - 9 ottobre 2022 PalaCivitanova, Civitanova Marche           | Lube              | 2 - 3 | Padova             | 23-25, 25-20, 20-25, 25-16, 12-15 |
| 3ª giornata - 16 ottobre 2022 Palazzetto dello Sport, Cisterna di Latina | Top Volley Latina | 3 - 1 | Padova             | 25-19, 31-33, 25-20, 25-15        |
| 4ª giornata - 23 ottobre 2022 PalaSanLazzaro, Padova                     | Padova            | 1 - 3 | Sir Safety Perugia | 25-21, 12-25, 19-25, 18-25        |
| 5ª giornata - 30 ottobre 2022 PalaMazzola, Taranto                       | Prisma Taranto    | 2 - 3 | Padova             | 25-19, 25-21, 21-25, 19-25, 14-16 |
| 6ª giornata - 8 dicembre 2022 PalaSanLazzaro, Padova                     | Padova            | 3 - 0 | Emma Villas        | 25-16, 25-20, 25-20               |
| 7ª giornata - 13 novembre 2022 PalaSanLazzaro, Padova                    | Padova            | 1 - 3 | Powervolley Milano | 30-28, 23-25, 19-25, 18-25        |
| 8ª giornata - 21 novembre 2022 PalaOlimpia, Verona                       | Verona            | 3 - 0 | Padova             | 25-21, 25-17, 25-21               |
| 9ª giornata - 27 novembre 2022 PalaSanLazzaro, Padova                    | Padova            | 0 - 3 | Milano             | 16-25, 23-25, 21-25               |
| 10ª giornata - 3 dicembre 2022 PalaTrento, Trento                        | Trentino          | 3 - 0 | Padova             | 25-15, 25-16, 25-21               |
| 11ª giornata - 11 dicembre 2022 PalaSanLazzaro, Padova                   | Padova            | 1 - 3 | You Energy         | 24-26, 17-25, 25-21, 20-25        |

#### Girone di ritorno
| 12ª giornata - 18 dicembre 2022 PalaPanini, Modena      | Modena             | 3 - 0 | Padova            | 25-23, 25-20, 25-23               |
| 13ª giornata - 26 dicembre 2022 PalaSanLazzaro, Padova  | Padova             | 0 - 3 | Lube              | 22-25, 14-25, 17-25               |
| 14ª giornata - 8 gennaio 2023 PalaSanLazzaro, Padova    | Padova             | 3 - 2 | Top Volley Latina | 17-25, 19-25, 25-21, 25-20, 15-12 |
| 15ª giornata - 15 gennaio 2023 PalaEvangelisti, Perugia | Sir Safety Perugia | 3 - 0 | Padova            | 25-22, 25-21, 25-21               |
| 16ª giornata - 22 gennaio 2023 PalaSanLazzaro, Padova   | Padova             | 3 - 0 | Prisma Taranto    | 25-21, 25-21, 25-20               |
| 17ª giornata - 29 gennaio 2023 PalaMensSana, Siena      | Emma Villas        | 3 - 2 | Padova            | 21-25, 21-25, 25-14, 25-14, 15-13 |
| 18ª giornata - 5 febbraio 2023 Palalido, Milano         | Powervolley Milano | 3 - 1 | Padova            | 25-18, 23-25, 25-20, 25-19        |
| 19ª giornata - 12 febbraio 2023 PalaSanLazzaro, Padova  | Padova             | 2 - 3 | Verona            | 21-25, 22-25, 25-20, 29-27, 17-19 |
| 20ª giornata - 19 febbraio 2023 Arena di Monza, Monza   | Milano             | 2 - 3 | Padova            | 24-26, 25-17, 25-17, 20-25, 13-15 |
| 21ª giornata - 5 marzo 2023 PalaSanLazzaro, Padova      | Padova             | 1 - 3 | Trentino          | 27-25, 22-25, 21-25, 27-29        |
| 22ª giornata - 12 marzo 2023 PalaBanca, Piacenza        | You Energy         | 3 - 1 | Padova            | 25-15, 18-25, 25-21, 25-21        |

#### Play-off 5º posto
| Preliminare 1ª giornata - 16 marzo 2023 Palazzetto dello Sport, Cisterna di Latina | Top Volley Latina | 0 - 3 | Padova             | 21-25, 22-25, 18-25               |
| Preliminare 3ª giornata - 26 marzo 2023 PalaMazzola, Taranto                       | Prisma Taranto    | 3 - 0 | Padova             | 28-26, 25-22, 25-17               |
| Preliminare 4ª giornata - 2 aprile 2023 PalaSanLazzaro, Padova                     | Padova            | 3 - 0 | Top Volley Latina  | 25-19, 25-22, 25-23               |
| Preliminare 6ª giornata - 12 aprile 2023 PalaSanLazzaro, Padova                    | Padova            | 3 - 1 | Prisma Taranto     | 25-13, 25-21, 22-25, 25-18        |
| 1ª giornata - 15 aprile 2023 PalaOlimpia, Verona                                   | Verona            | 3 - 0 | Padova             | 25-17, 25-11, 25-23               |
| 2ª giornata - 19 aprile 2023 PalaSanLazzaro, Padova                                | Padova            | 3 - 2 | Modena             | 25-21, 22-25, 25-21, 26-28, 15-11 |
| 3ª giornata - 22 aprile 2023 Arena di Monza, Monza                                 | Milano            | 3 - 0 | Padova             | 25-21, 25-21, 25-22               |
| 5ª giornata - 30 aprile 2023 PalaSanLazzaro, Padova                                | Padova            | 3 - 1 | Sir Safety Perugia | 18-25, 26-24, 34-32, 25-18        |
| Semifinali - 7 maggio 2023 Arena di Monza, Monza                                   | Milano            | 3 - 0 | Padova             | 25-23, 35-33, 25-14               |

## Statistiche

### Statistiche di squadra
| Competizione | Punti  | In casa | In casa | In casa | In trasferta | In trasferta | In trasferta | Totale | Totale | Totale |
| Competizione | Punti  | G       | V       | P       | G            | V            | P            | G      | V      | P      |
| ------------ | ------ | ------- | ------- | ------- | ------------ | ------------ | ------------ | ------ | ------ | ------ |
| Superlega    | 18/9/5 | 15      | 8       | 7       | 16           | 4            | 12           | 31     | 12     | 19     |
| Totale       | -      | 15      | 8       | 7       | 16           | 4            | 12           | 31     | 12     | 19     |

G = partite giocate; V = partite vinte; P = partite perse

### Statistiche dei giocatori
| Giocatore     | Superlega | Superlega | Superlega | Superlega | Superlega | Totale | Totale | Totale | Totale | Totale |
| Giocatore     | P         | PT        | AV        | MV        | BV        | P      | PT     | AV     | MV     | BV     |
| ------------- | --------- | --------- | --------- | --------- | --------- | ------ | ------ | ------ | ------ | ------ |
| A. Asparuhov  | 28        | 210       | 177       | 19        | 14        | 28     | 210    | 177    | 19     | 14     |
| A. Canella    | 28        | 86        | 55        | 24        | 7         | 28     | 86     | 55     | 24     | 7      |
| R. Cengia     | 7         | 5         | 3         | 2         | 0         | 7      | 5      | 3      | 2      | 0      |
| F. Crosato    | 31        | 148       | 111       | 30        | 7         | 31     | 148    | 111    | 30     | 7      |
| M. Desmet     | 30        | 216       | 174       | 19        | 23        | 30     | 216    | 174    | 19     | 23     |
| D. Gardini    | 30        | 182       | 135       | 12        | 355       | 30     | 182    | 135    | 12     | 355    |
| T. Guzzo      | 27        | 125       | 106       | 18        | 1         | 27     | 125    | 106    | 18     | 1      |
| M. Lelli      | 6         | 0         | 0         | 0         | 0         | 6      | 0      | 0      | 0      | 0      |
| D. Petković   | 22        | 354       | 309       | 12        | 33        | 22     | 354    | 309    | 12     | 33     |
| D. Saitta     | 29        | 33        | 13        | 15        | 5         | 29     | 33     | 13     | 15     | 5      |
| R. Takahashi  | 31        | 338       | 291       | 22        | 25        | 31     | 338    | 291    | 22     | 25     |
| M. Volpato    | 26        | 83        | 59        | 22        | 2         | 26     | 83     | 59     | 22     | 2      |
| J. Zenger     | 30        | 0         | 0         | 0         | 0         | 30     | 0      | 0      | 0      | 0      |
| F. Zoppellari | 27        | 8         | 1         | 3         | 4         | 27     | 8      | 1      | 3      | 4      |

P = presenze; PT = punti totali; AV = attacchi vincenti; MV = muri vincenti; BV = battute vincenti